# John Collis
Pour les articles homonymes, voir Collis.
John Collis, né le 19 mai 1944 à Winchester (Royaume-Uni), est un archéologue et protohistorien britannique spécialiste de l'Âge du fer en Europe. Il est professeur émérite de l'université de Sheffield.

## Biographie
Élève au Pembroke College de l'université de Cambridge, John Collis a soutenu en 1975 une thèse sur les oppidums (Oppida: the beginnings of urbanisation in temperate Europe), préparée sous la direction de Brian Hope-Taylor et publiée en 1984.

## Travaux
Spécialiste de l'Âge du fer européen, John Collis est notamment connu pour ses travaux menés en Auvergne, notamment sur le site celtique d'Aulnat, et pour ses recherches menées dans le cadre de l'association pour la recherche sur l’Âge du fer en Auvergne (ARAFA).

## Distinctions
- Chevalier de l'ordre des Arts et des Lettres[4],[5]

## Publications
Liste non exhaustive.
- John Collis, Franco Nicolis et Mark Pearce (dir.), Summer farms : : seasonal exploitation of the uplands from prehistory to the present, Sheffield, Equinox Publishing, coll. « Sheffield archaeological monographs » (no 16), 2016 (ISBN 978-0-906090-55-8)
- John Collis, Digging up the past. An introduction to archaeological excavation, Stroud, Sutton, 2001 (ISBN 0-7509-2737-2)
- John Collis, Oppida. Earliest Towns North of the Alps, Sheffield, Department of Prehistory and Archaeology, University of Sheffield, 1984 (ISBN 0-906090-19-9)
- John Collis, The European Iron Age, Londres, B.T. Batsford, coll. « Batsford studies in archaeology », 1984 (ISBN 0-7134-3451-1)
- John Collis, Defended sites of the late La Tène in central and western Europe, Oxford, British Archaeological Reports, coll. « BAR. Supplementary series » (no 2), 1975
- John Collis, « Robert Périchon : une vision personnelle », dans Isabelle Chol (dir.), La Mémoire des lieux. Hommage à Robert Périchon (1928-1999), Clermont-Ferrand, Presses Universitaires Blaise Pascal, coll. « Erga » (no 8), 2006, p. 38
- John Collis, « Du IVe colloque de l’AFEAF à l’ARAFA et au XXVIIe colloque : l’archéologie de l’âge du Fer en Auvergne (1973–2003) », dans Christine Mennessier-Jouannet et Yann Deberge, L'archéologie de l'âge du fer en Auvergne : actes du XXVIIe Colloque international de l'Association française pour l'étude de l'âge du fer, Clermont-Ferrand, 29 mai-1er juin 2003, Lattes, Association pour le développement de l'archéologie en Languedoc-Rousillon, coll. « Monographies d'archéologie méditerranéenne », 2007 (ISBN 978-2-912369-13-0), p. 7-22